# Logudor

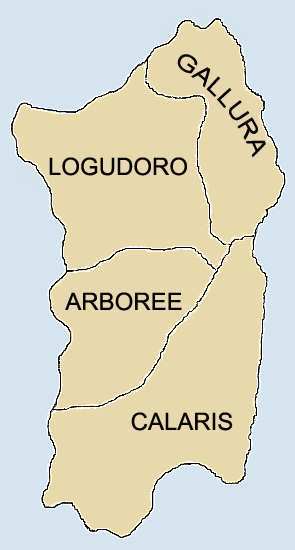
Jutjats sards

El Logudor (sard: Logudoru; italià: Logudoro) és una de les principals regions de l'illa de Sardenya, situada a la part nord-occidental i centrada a Sàsser. Es correspon amb l'antic Jutjat de Torres o del Logudor. Durant el domini dels reis d'Aragó, s'anomenà també Cap d'en Godor, i en els Anales de Aragon és anomenat Cabo de Lugodor.